# II. Cidantasz hettita király
II. Cidantasz (vagy mZidanta, Zidanza, illetve Zidantaš) valószínűleg II. Hantilisz egyik főemberének, Hasszuilisznek a fia. Mivel Hasszuilisz tisztségét (GAL.MEŠEDI) általában az uralkodó közvetlen rokonai töltötték be, felteszik, hogy Hantilisz ifjabb testvére volt, vagyis Cidantasz Hantilisz unokaöccse. Ezenkívül tudott róla, hogy Parattarna hurri király és Idrimi alalahi kormányzó (talán fejedelem) kortársa. Nem eldönthető, hogy Hantilisz után közvetlenül uralkodott-e.
Regnálása egybeesik Mitanni fénykorával, amikor az közvetlenül fenyegette Hatti keleti határait Észak-Szírián keresztül. E fenyegetés hatása lehetett a harmadik ismert hettita-kizzuvatnai szerződés létrejötte, amelyet Cidantasz és Pillijasz kötöttek. Idrimi önéletrajza a környező területek politikai állapotait szemléletesen írja le.